# Хенераль Уркиса (станция метро)
«Хенераль Уркиса» (исп. General Urquiza) — станция Линии E метрополитена Буэнос-Айреса.
Станция расположена в городском районе Сан-Кристобаль. Станция Хенераль Уркиса, как и Линия Е, была открыта 20 июня 1944 года.
Название своё станция получила от улицы Хенераль Уркиса, на перекрёстке которой с Авенидой Сан-Хуан она и расположена. Улица же получила своё название в честь генерала, президента Аргентинской конфедерации с 1854 по 1860 год Хусто Хосе де Уркисы. В 1997 году станция была включена в число Национальных исторических памятников.
Как и остальные старые станций Линии E, открытые в 1944 году, станция Хенераль Уркиса была украшена при участии компании «CHADOPyF», занимавшейся в 1930-е годы строительством линий метро в Буэнос-Айресе. Фрески на этой станции были написаны по эскизам 1939 года художника Леонье Маттиса де Вильяра. На одной платформе расположены фрески «Сан-Хосе» (исп. San José), «Битва под Касеросом» (исп. Batalla de Caseros) и «Городской совет Санта-Фе» (исп. El Cabildo de Santa Fé), на другой — фреска «Триумфальный въезд генерала Уркисы в Буэнос-Айрес, 19 февраля 1852 года» (исп. Entrada triunfal del General Urquiza en Buenos Aires, 19 de febrero de 1852).

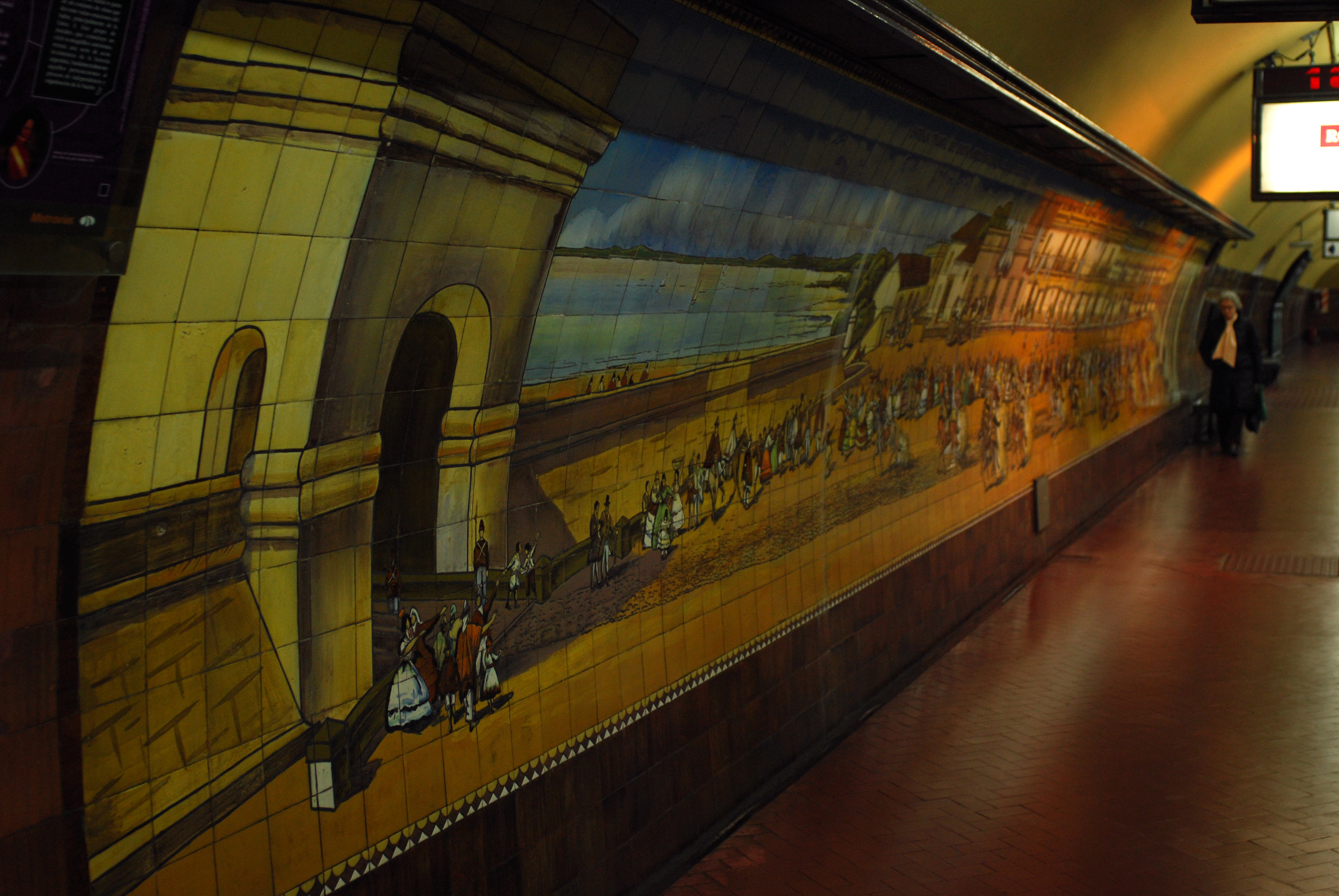
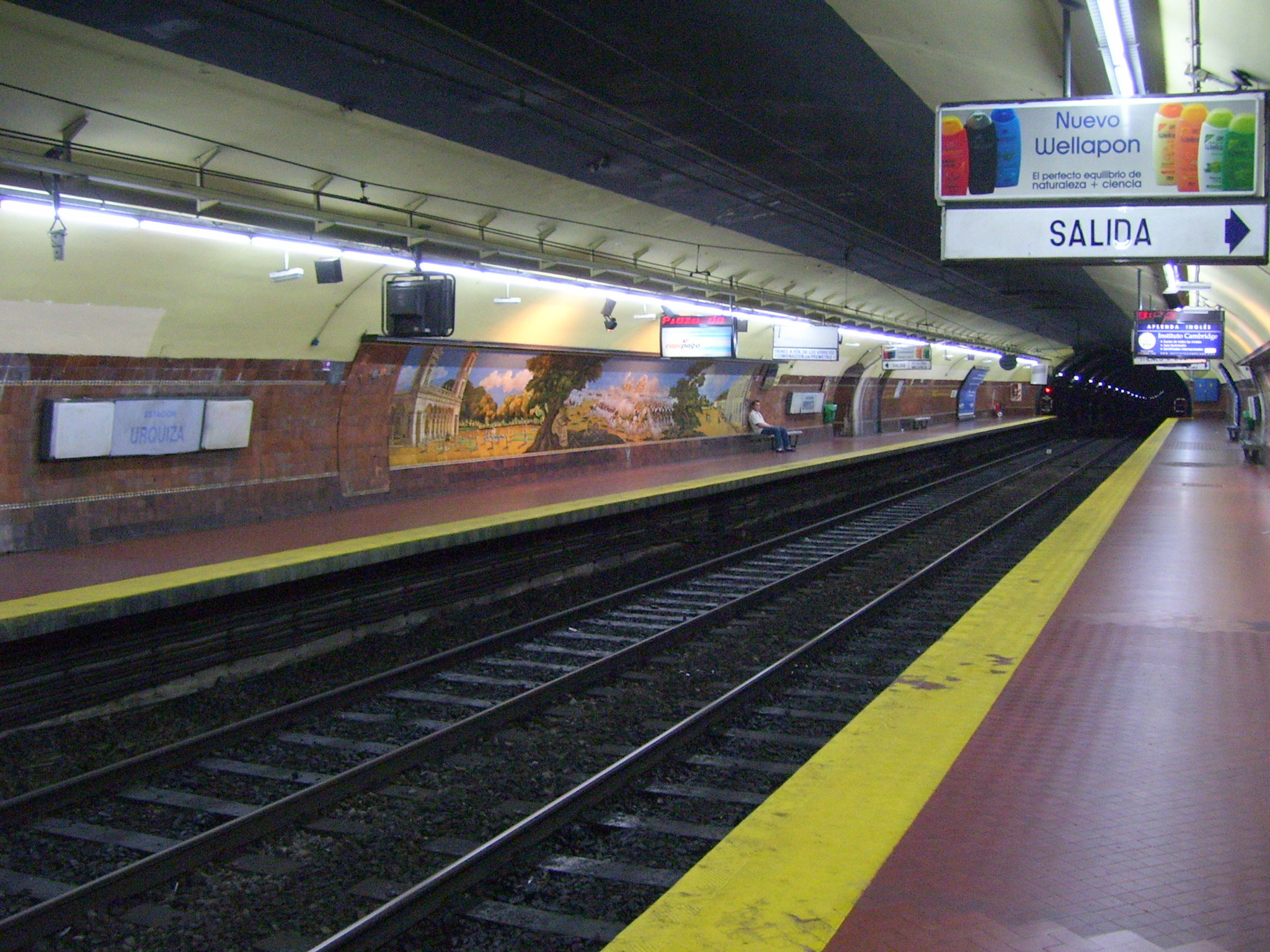